# Piątkowa (gromada w powiecie nowosądeckim)
Piątkowa – dawna gromada, czyli najmniejsza jednostka podziału terytorialnego Polskiej Rzeczypospolitej Ludowej w latach 1954–1972.
Gromady, z gromadzkimi radami narodowymi (GRN) jako organami władzy najniższego stopnia na wsi, funkcjonowały od reformy reorganizującej administrację wiejską przeprowadzonej jesienią 1954 do momentu ich zniesienia z dniem 1 stycznia 1973, tym samym wypierając organizację gminną w latach 1954–1972.
Gromadę Piątkowa z siedzibą GRN w Piątkowej utworzono – jako jedną z 8759 gromad na obszarze Polski – w powiecie nowosądeckim w woj. krakowskim, na mocy uchwały nr 26/IV/54 WRN w Krakowie z dnia 6 października 1954. W skład jednostki weszły obszary dotychczasowych gromad Piątkowa, Paszyn i Gołąbkowice (obejmującej już tylko Chruślice, po odłączeniu od niej w 1951 roku Gołąbkowic i włączeniu ich do Nowego Sącza) oraz przysiółek Łęk z dotychczasowej gromady Januszowa ze zniesionej gminy Nowy Sącz w tymże powiecie. Dla gromady ustalono 27 członków gromadzkiej rady narodowej.
31 grudnia 1961 do gromady Piątkowa przyłączono wsie Naściszowa i Januszowa ze zniesionej gromady Librantowa.
Gromadę zniesiono 1 stycznia 1969, a jej obszar włączono do nowo utworzonej gromady Nowy Sącz.